# Anthocharis euphenoides
Anthocharis euphenoides е вид пеперуда от семейство Pieridae. Видът е незастрашен от изчезване.

## Разпространение
Разпространен е в Андора, Испания, Италия, Португалия и Франция.

## Описание
Популацията на вида е стабилна.